# Allisson Lozz
Allison Marian Lozano Núñez (Chihuahua, 1 de agosto de 1992) é uma ex-atriz e cantora mexicana conhecida por seu papel como Bianca Delight na telenovela Rebelde.

## Biografia
Começou sua carreira no programa Código F.A.M.A. e foi uma das finalistas. Por seu desempenho foi convidada para integrar o elenco da telenovela Alegrifes e Rabujos em 2003. Logo após teve um papel na telenovela Misión S.O.S. como Diana Lozano, e em Rebelde como Bianca Delight, obtendo destaque internacional, 
Em 2007, Allisson protagonizou sua primeira novela Al diablo con los guapos, interpretando a divertida Milagros "Mili". Ela gravou a música "No me supiste querer", com o grupo mexicano K-Paz de la Sierra para a abertura da novela. Allisson revelou que seu primeiro beijo na vida foi com o ator Eugenio Siller. Ela disse que não sabia como fazer uma cena beijo, até o momento em que o diretor estava prestes a dizer ação.
Sua segunda telenovela como protagonista foi En nombre del amor, atuando com Sebastián Zurita, Victoria Ruffo e Letícia Calderón.
Em 2010 se retirou da carreira artística e virou Testemunha de Jeová.
No dia 22 de janeiro de 2011 casou-se com Eliu Gutierrez Holguin, atualmente é mãe de duas filhas e revelou que não pretende voltar às novelas.

## Filmografia
| Televisao | Televisao                  | Televisao                                             | Televisao |
| Ano       | Título                     | Papel                                                 |           |
| --------- | -------------------------- | ----------------------------------------------------- | --------- |
| 2002      | Código F.A.M.A.            | Ela mesma                                             |           |
| 2003      | Alegrijes y rebujos        | Allisson Rebolledo                                    |           |
| 2004      | Misión S.O.S               | Diana Lozano                                          |           |
| 2005-2006 | Rebelde                    | Bianca Delight                                        |           |
| 2006      | Nace una estrella          | Bianca Delight                                        |           |
| 2006-2007 | Las dos caras de Ana       | Paulina Gardel Durán                                  |           |
| 2007      | RBD, la familia            | Bianca Delight                                        |           |
| 2007-2008 | Al Diablo con los Guapos   | Milagros Ballesteros / Milagros Belmonte Ramos "Mili" |           |
| 2009      | Las Tontas no van al cielo | Milagros Ballesteros " Mili" ( capítulo 73)           |           |
| 2008      | La Rosa de Guadalupe       | Kika, episodio: Reggetonera                           |           |
| 2008-2009 | En nombre del amor         | Paloma Espinoza de los Monteros Díaz                  |           |

### Discografia
- Misión S.O.S Especial de Navidad
- Misión S.O.S
- Alegrifes y Rebujos, disco alegrife, disco rebujo e especial de navidad
- Código F.A.M.A.

## Prêmios e nomeações

### Prêmios TVyNovelas
| Ano  | Categoria            | Telenovela               | Resultado |
| ---- | -------------------- | ------------------------ | --------- |
| 2009 | Melhor atriz juvenil | Al diablo con los guapos | Nomeada   |